# باتوری (فیلم)
باتوری (انگلیسی: Bathory) یک فیلم درام تاریخی ترسناک به کارگردانی یورای یاکوبیسکو است که در سال ۲۰۰۸ منتشر شد.

## بازیگران
- آنا فریل
- کارل رودن
- هانس متیسون
- وینسنت رگان
- فرانکو نرو
- لوتسیه وندراچکووا
- بولک پولیوکا
- روبی کی
- کارل دوبری
- یان ولاساک
- زوزانا استیوینووا ملادشی
- تاتیانا مِـدوِتسکا
- یرژی مادل
- پتر یاکل